# فرودگاه سن گیزلن
فرودگاه سن گیزلن (به انگلیسی: Saint-Ghislain Airport) (به زبان بومی: Aérodrome de Saint-Ghislain) یک فرودگاه خصوصی است که یک باند فرود آسفالت دارد و طول باند آن ۷۰۵ متر است. این فرودگاه در شهر سن-گیزلن کشور بلژیک قرار دارد و در ارتفاع ۶ متری از سطح دریا واقع شده است.